# 厦滘车辆段
厦滘车辆段，位于中國广东省广州市番禺区新光快速路旁，厦滘站东侧的沙滘岛上，是广州地铁3号线的车辆维护与停放基地，同时也是广州地铁的B型车大修基地，并预留了上盖公园的条件。车辆段内设有用于学习培训的道岔、接触网、第三轨等等，还设有訓練四號綫及五號綫司機的L型車模擬駕駛系統。

## 组成

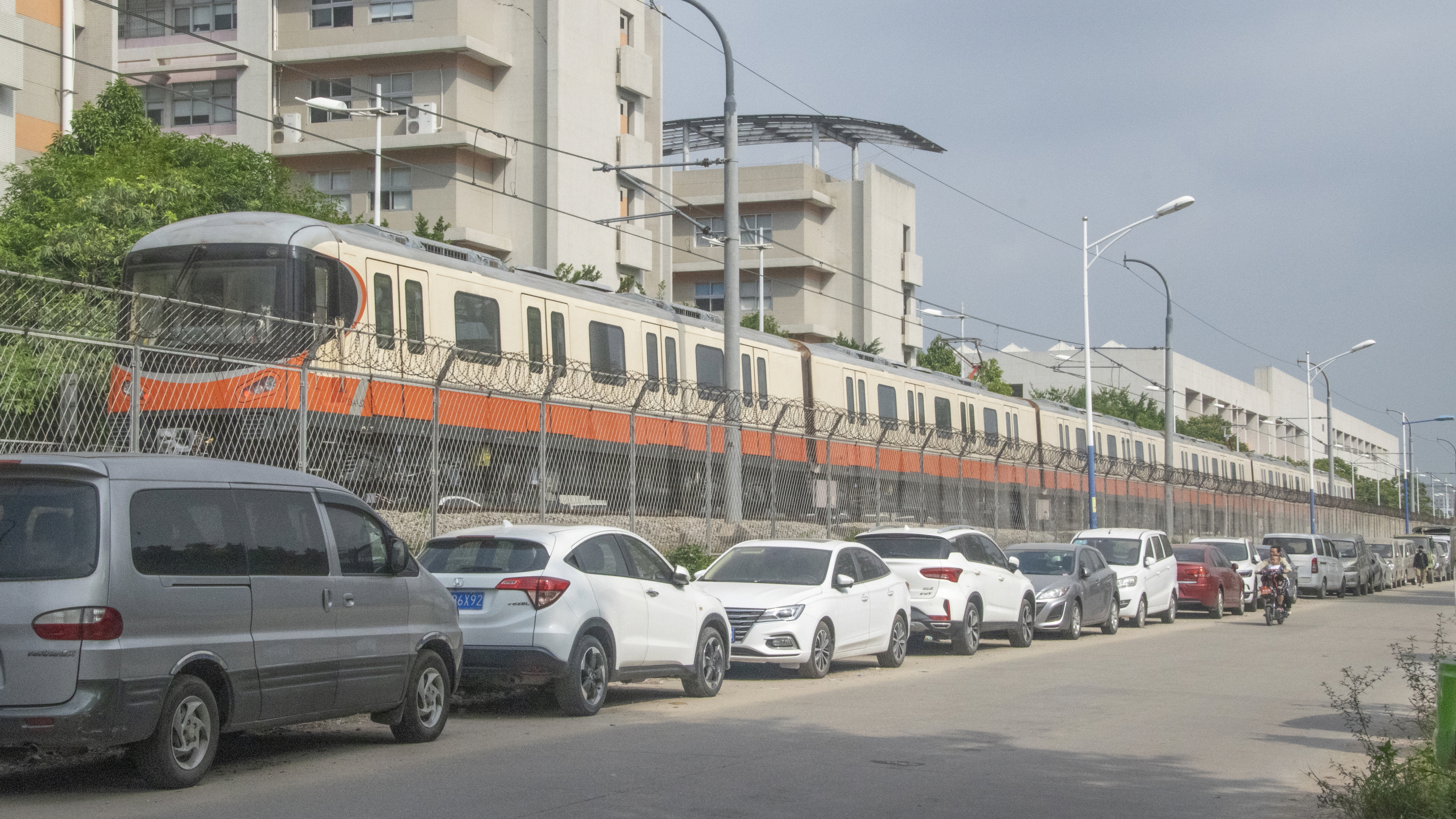
B4型 03x131-132 编组停放在车辆段东侧的试车线上

车辆段的总面积为9.33万平方米，设有综合楼5座、材料总库1座、运用库1座、检修主厂房1座、运转办公楼1座、调机及轨道车库1座、洗车机棚及控制室1座、蓄电池间1间、门卫室3间、压缩空气站1间、污水处理站1间和出洞线泵房1间。
车辆段东侧设有紧靠沙滘东路的试车线，段内列车会不定期在此进行试车及开关门检查。

## 扩容
由于3号线嘉禾和厦滘两车辆段存放压力大，无法满足列车增购需求，地铁方面在2014年启动厦滘车辆段扩容工程。是次工程包括增设15个停车列位，扩建运转综合楼，改造检修主厂房等。工程于2019年1月27日通过竣工验收，并完成“三权”移交。